# Mixocera hemithales
Mixocera hemithales là một loài bướm đêm trong họ Geometridae.